# MI1
MI1 o Inteligencia Militar (Británica), sección 1 (por sus siglas en inglés) fue un departamento de Directorio de Inteligencia Militar Británico, parte de la Oficina de Guerra. Fue creado durante la Primera Guerra Mundial. Contenía al "C&C", quienes eran responsables del descifrado de códigos.
Sus subsecciones en la Primera Guerra fueron:
- MI1a: Distribución de reportes, registros de inteligencia.
- MI1b: Interceptación y criptoanálisis.
- MI1c: MI6
- MI1d: Seguridad de comunicaciones.
- MI1e: Telegrafía inalámbrica
- MI1f: Personal y finanzas
- MI1g: seguridad, engaño y contra inteligencia.

En 1919, la "habitación 40" del MI1b y la Armada Real (NID25) fue cerrada y fusionada en la Government Code and Cypher School (GC&CS) que subsecuentemente se desarrolló en el Government Communications Headquarters (GCHQ) en Cheltenham.
Oliver Strachey estuvo en el MI1 durante la Primera Guerra. Fue transferido al GC&CS y sirvió durante la Segunda Guerra Mundial. John Tiltman fua enviado al MI1 poco antes de que se fusiones con la Habitación 40.